# José-Karl Pierre-Fanfan
José-Karl Pierre-Fanfan (Saint-Pol-sur-Mer, 26 de julho de 1975) é um ex-futebolista martinicano que atuava como zagueiro.

## Carreira
Tendo iniciado a carreira profissional no Dunkerque em 1993, destacou-se atuando pelo Lens entre 1997 e 2001, tendo vencido um Campeonato Francês e uma Copa da Liga Francesa pelo clube.
Jogou também no Monaco e no Paris Saint-Germain, inicialmente por empréstimo e posteriormente contratado em definitivo, tendo disputado a Liga dos Campeões da UEFA em 2004–05. Sem espaço no PSG, Fanfan assinou sem custos com o Rangers em 2005, marcando um gol em sua estreia contra o Livingston. Este foi o único gol do zagueiro em 10 partidas pelos Teddy Bears, deixando o clube em 2006.
Em novembro do mesmo ano, foi contratado pelo Al-Sailiya, onde se aposentou dos gramados em 2009.  Após um período trabalhando como consultor do Canal+, tornou-se empresário de jogadores, tendo como cliente mais famoso o atacante Christopher Nkunku.

## Seleção
Nascido em Saint-Pol-sur-Mer, o zagueiro representou a Seleção Martinicana em 72 jogos entre 1998 e 2009, porém não chegou a disputar um torneio oficial.

## Títulos
Lens
- Campeonato Francês: 1997–98
- Copa da Liga Francesa: 1998–99

Monaco
- Copa da Liga Francesa: 2002–03

Paris Saint-Germain
- Copa da França: 2003–04[5]